# アウレリア・ドブレ
アウレリア・ドブレ（Aurelia Dobre 1972年11月16日 - ）はルーマニアのブカレスト出身の元体操競技選手。

## 略歴
幼い頃はナディア・コマネチにあこがれた。14歳と352日という史上最年少で1987年世界体操競技選手権では10点満点を5回出して女子個人総合で金メダルを獲得した。また平均台、団体でも金メダルを獲得、跳馬、ゆかでも銅メダルを獲得した。この記録はギネスブックに掲載されている。今日でも彼女のきれいな技術やバレエのような表現の演技は多くのファンに愛されている。
彼女のキャリアは2回の怪我のため極めて短いものになった。1988年のソウルオリンピックを前にひざの手術を受けた 彼女は個人でのメダル獲得はならなかったが団体で銀メダル、1989年世界体操競技選手権にも出場した。
アマチュア引退後の1991年9月、オランダのPLAYBOY誌上で8ページにわたり彼女のヌード及び共産主義時代のルーマニアの体操競技界に批判的なインタビューが掲載された。彼女は「International Gymnast Magazine」でも同様の主張を述べた。
1991年にアメリカに移住した彼女はチームメートだったダニエラ・シリバシュと共にアメリカで行われた世界プロ選手権に出場した。その後現在の夫と知り合い、2人は1992年に結婚したがこの際シリバシュやラビニア・アガケも結婚式に出席した。4人の息子がおりそのうちの2人は双子である。現在彼女は夫のジムで振付師とダンスコーチを行っている。
ルーマニア体操協会の100周年記念で他の体操競技選手と共に表彰された。10点満点を出したルーマニアの体操競技選手として認められている。